# Bischofsmütze (Pilz)
Die Bischofsmütze (Paragyromitra infula, Syn.: Gyromitra infula) ist eine Pilzart aus der Familie der Giftlorchelverwandten (Discinaceae). Allgemeine Kennzeichen sind der lappige Hut, oft mit nach oben gebogenen Falten, und die spätherbstliche Erscheinungszeit der Fruchtkörper.

## Merkmale

### Makroskopische Merkmale
Der Hut der Bischofsmütze wird 3 bis 8 cm breit und bis zu 10 cm hoch. Der lappig geformte Hut ist oftmals mit zwei bis vier Zipfeln nach oben gebogen, die Hutoberfläche kann wellig-runzelig, geadert oder grubig sein. Die Gesamthöhe des Pilzes beträgt bis zu 20, ausnahmsweise auch 30 cm. Die Färbung der die Fruchtschicht tragenden Hutaußenseite ist fleisch-, zimt- oder kastanienbraun. Die Innenseite des hohlen Hutes ist weißlich.
Der zylindrische, gerade oder leicht gebogene Stiel kann 4 bis 10 cm hoch und 1,5 bis 3 cm dick sein. Er ist grauweißlich bis fleischfarben und an der Oberfläche bereift bis feinfilzig. Insbesondere zur Basis hin ist der Stiel oft faltig oder grubig. Die Hutlappen sind am Rand mit dem Stiel verwachsen. Der Stiel ist bei jungen Fruchtkörpern mit einer markigen Zellmasse gefüllt und später innen hohl.
Das Fleisch ist wachsartig, zerbrechlich und besitzt einen unauffälligen bis angenehmen Geruch und Geschmack.

### Mikroskopische Merkmale
Die Fruchtschicht (Hymenium) befindet sich auf der Oberfläche des Hutes. Die Sporen sind elliptisch und messen 20–23 × 8,5–9,5 µm. Sie sind hyalin und besitzen an beiden Enden je einen Öltropfen. Ihre Oberfläche ist glatt. Die Asci sind 200–350 µm lang und 12–17 µm breit. In ihnen befinden sich jeweils acht Sporen. Die Paraphysen sind keulenförmig, an der Spitze häufig gegabelt und besitzen an den Enden einen Durchmesser von 7 bis 10 µm.

## Artabgrenzung
Die im Frühling fruktifizierende Frühjahrs-Lorchel (Gyromitra esculenta) besitzt keinen lappig-zipfeligen, sondern einen hirnartig gewundenen Hut. Die Hutstruktur der Bischofsmütze ähnelt einigen Helvella-Arten; diese besitzen jedoch hellere oder eher graue Farben und gefurchte Stiele. Die vor allem in Nordeuropa zwischen dem 57. und 70. Breitengrad vorkommende Vielgestaltige Lorchel (Paragyromitra ambígua) besitzt einen eher violett getönten Hut und Stiel sowie längere und mehr spindelig geformte Sporen. Sie kommt unter Kiefern vor und ist giftig.

## Ökologie und Phänologie
Die Bischofsmütze wächst als Saprobiont in Nadelwäldern unter Fichten und Kiefern, besonders in montanen Lagen über Kalk- und Silikatgestein. Auf Holzlagerplätzen erscheinen die Fruchtkörper zwischen liegenden Stämmen, außerdem kommen sie auch auf Stümpfen und Brandstellen vor. Die meist einzeln wachsenden Fruchtkörper werden im Herbst von September bis November gebildet.

## Verbreitung
Die Pilzart ist in Europa, Asien sowie Nord- und Südamerika verbreitet. In den Alpen kommt sie relativ häufig, in Mittelgebirgslagen in Deutschland, im südlichen Polen und Nordeuropa nur zerstreut vor. Sie fehlt im norddeutschen Flachland sowie in Dänemark.

## Bedeutung
Der Speisewert der Bischofsmütze ist umstritten. Laut Gerhardt wird der Pilz meist als essbar eingeschätzt. Kreisel bezeichnet ihn als sehr wohlschmeckend. Er stand  fälschlicherweise unter Verdacht, das Gyromitra-Syndrom auslösen zu können, dies bestätigte sich jedoch nicht, da kein Gyromitrin nachgewiesen werden konnte. Laux sieht die Art schon aufgrund ihrer Seltenheit nicht als Speisepilz an.

## Nachweise